# Ratu-mai-mbula
Na mitologia das ilhas Fiji, Ratumaibula é um deus de grande importância, que preside a agricultura. No mês chamado Vula-i-Ratumaibulu, ele vem de Bula, o mundo dos espíritos, para trazer o pão, fruto, outras árvores frutíferas, flor e o rendimento dos frutos. Dele diz-se ser um deus serpente.